# Malmmyren
Malmmyren är en sjö i Åre kommun i Jämtland och ingår i Indalsälvens huvudavrinningsområde. Sjön har en area på 0,0579 kvadratkilometer och ligger 402,3 meter över havet.

## Delavrinningsområde
Malmmyren ingår i det delavrinningsområde (700256-140983) som SMHI kallar för Ovan Frossjöbäcken. Medelhöjden är 418 meter över havet och ytan är 38,68 kvadratkilometer. Räknas de 111 avrinningsområdena uppströms in blir den ackumulerade arean 697,38 kvadratkilometer. Dammån (Storån) som avvattnar avrinningsområdet har biflödesordning 2, vilket innebär att vattnet flödar genom totalt 2 vattendrag innan det når havet efter 290 kilometer. Avrinningsområdet består mestadels av skog (65 procent) och sankmarker (31 procent). Avrinningsområdet har 0,06 kvadratkilometer vattenytor vilket ger det en sjöprocent på 0,1 procent.